# جف کولرویت
جف کولرویت (انگلیسی: Jef Colruyt) (زاده ۱۹۵۸) کارآفرین، بازرگان و مدیر ارشد اجرایی بلژیکی است، که هم‌اکنون به‌عنوان مدیر عامل اجرایی و رییس هیئت مدیره شرکت کولرویت فعالیت می‌کند. 